# Холосно
Холо́сно (укр. Холосне) — село на Украине, основано в 1650 году, находится в Коростенской городской общине Житомирской области. Расположено на реке Славута.
Код КОАТУУ — 1822386401. Население по переписи 2001 года составляет 524 человека. Почтовый индекс — 11574. Телефонный код — 4142. Занимает площадь 2,293 км².